# 新堀村 (山形県)
新堀村（にいぼりむら）は山形県東田川郡にあった村。現在の酒田市南西部、最上川左岸にあたる。

## 地理
- 河川：最上川、京田川

## 歴史

### 村名の由来
850年（嘉祥3年）に地震があり、最上川の流れが変わった。その際に危険が生じたため、川筋を「新」たに「堀」り変えたことから、新堀と呼ばれるようになった。

### 年表
- 天正年間：落野目村が開村する[2]。
- 1584年（天正12年）：丸沼村が開村する[3]。
- 1659年（万治2年）：板戸村が杉山弓之助成一によって開発される[4]。

- 1889年（明治22年）4月1日：町村制の施行により、丸沼村、新堀村、落野目村、板戸村、木川村、局村および門田村の一部の区域をもって新堀村が発足。
- 1894年（明治27年）10月22日：庄内地震により、村内38人死亡[5]。
- 1916年（大正5年）5月25日：余目村との境界変更[6]。
- 1927年（昭和2年）3月：村内初のバス路線が、余目 - 新堀間で開通[7]。
- 1936年（昭和11年）5月30日：大字丸沼字鮭持沢と飽海郡南平田村大字砂越字中島の境界を変更[8]。
- 1954年（昭和29年）12月1日：酒田市に編入、同日新堀村廃止[9]。

## 地域
各大字内の箇条書きは、小字の名前を示す。小字の出典は『山形県地名録』258-259頁による。

### 大字新堀
- 新堀
- 豊森 - 地租改正の際に付けられた地名。
- 聖之宮（） - 「新堀」の地名が付けられる前からあった地名[1]。

- 洗流田（）
- 石巻
- 魚持沢
- 掃部田（）
- 木船
- 呉福
- 下川原
- 惣実
- 中坪
- 船附
- 前岡
- 山田
- 割田

### 大字門田
旧門田村のうち栄村へ編入していない地域である。
- 門田
- 荒田
- 寿福
- 台ノ上
- 楯野
- 中ノ目谷地
- 錦
- 堀止
- 北田
- 南田
- 下田
- 宮前
- 村西

### 大字局
590年代に蜂子皇子が羽黒山へ訪れた際、蜂子皇子のお局は女人禁制である羽黒山には入れなかった。その際にお局がこの地に住んだことから、局の地名が名付けられたと言われている。
- 局
- 末谷地
- 惣田
- 立野
- 西田
- 東田
- 南田

### 大字板戸
- 板戸
- 北大坪
- 大坪
- 北前
- 車田
- 土手前
- 中割
- 東田
- 福岡
- 道下
- 南田

### 大字落野目
- 落野目
- 荒川
- 牛洗川戸（）
- 加久地
- 前川
- 刈分
- 下ノ割
- 杉ノ崎
- 砂戸向
- 楯ノ畑
- 堤割
- 中割
- 灘ノ淵
- 西大割
- 大西田
- 西田
- 西畑
- 広野
- 古割
- 十寸穂（）
- 睦田

### 大字木川
- 木川
- 荒興屋
- 一本木
- ヲソノ
- サハタ
- 堰中瀬
- 西中道
- 東中道
- 八幡田
- 松ノ里
- 水尻
- 櫓
- 横枕

### 大字丸沼
- 丸沼
- 小楯
- 鮭持沢
- 島ノ内
- 大師谷地
- 中島
- 西田
- 二枚田
- 中サビ
- 東サビ
- 鮭沼
- 宮前

## 行政

### 村長
| 代 | 氏名               | 就任年月               | 退任年月               | 備考       |
| -- | ------------------ | ---------------------- | ---------------------- | ---------- |
| 1  | 阿部孫左衛門(初代) | 1889年（明治22年）6月  | 1893年（明治26年）6月  | 町村制施行 |
| 2  | 山木孫左衛門       | 1893年（明治26年）6月  | 1897年（明治30年）6月  |            |
| 3  | 白山小膳           | 1897年（明治30年）6月  | 1901年（明治34年）6月  |            |
| 4  | 鈴木文治           | 1901年（明治34年）7月  | 1909年（明治42年）7月  |            |
| 5  | 阿部孫左衛門(2代)  | 1909年（明治42年）7月  | 1910年（明治43年）12月 |            |
| 6  | 百瀬俊清           | 1911年（明治44年）2月  | 1915年（大正4年）3月   |            |
| 7  | 白山小膳           | 1915年（大正4年）3月   | 1927年（昭和2年）8月   | 再任       |
| 8  | 加藤康吉           | 1927年（昭和2年）8月   | 1945年（昭和20年）10月 |            |
| 9  | 柿崎正男           | 1945年（昭和20年）10月 | 1947年（昭和22年）1月  |            |
| 10 | 山木武夫           | 1947年（昭和22年）4月  | 1954年（昭和29年）11月 | 新堀村廃止 |

### 水道
出典：
当村の井戸水は鉄分が多く錆臭かったため、飲用には適さなかった。川から水を運ぶ手間から「新堀には嫁に行くな」とも言われた。1922年に、最上川の伏流水を水源とする、濾過槽や滅菌装置のない簡易水道が竣工したが、数年後には水道からも鉄分が出てきた。パイプ掃除をしても治らず、飲料水は再び最上川から運び、水道水は雑用に使用された。酒田市に合併された後の1956年には本格的な簡易水道が設置されたものの、再度鉄分が出てきた。1958年8月に鉄分の濾過を行う施設が設置された。

## 人口
1950年国勢調査による。
- 世帯数：689戸
- 人口：4,500人
- 人口密度：370人/km2
- 男女比：女性100人に対し男性97.5人

## 産業
農業戸数は1953年時点で520戸、うち専業農家は215戸であった。米の年間収穫高は1939年で861,438円であった。最上川では漁業が行われており、主にマス、鮭、ウナギが取れた。

## 施設
- 新堀村立図書館[20]
- 新堀郵便局[21]
- 新堀村立新堀小学校 - 大字木川字荒興屋[22]。1953年時点の学級数は12組、児童数は592人[23]。
- 新堀村立新堀中学校 - 1953年時点の学級数は7組、生徒数は302人[23]。

## 交通

### 鉄道
村内を鉄道路線は通っていない。当初は酒田線（現羽越本線）の駅が村内に設けられる予定であったが、砂越駅経由で建設された。また、一時期は余目町の北余目信号場から乗降することができた。

### バス
- ツバメ自動車定期乗合
  - 余目町 - 新堀村 - 酒田町：1927年3月余目 - 新堀間運行開始、翌年3月酒田まで延長[7]。

### 道路
現在は旧村域を日本海東北自動車道が通過するが、当時は未開通。